# Kepanjenkidul (plaats)
Kepanjenkidul is een bestuurslaag in het regentschap Blitar van de provincie Oost-Java, Indonesië. Kepanjenkidul telt 7579 inwoners (volkstelling 2010).